# Taxi Chaos
Taxi Chaos es un videojuego de carreras de 2021 desarrollado por Team6 Game Studios y lanzado para Nintendo Switch, PlayStation 4 y Xbox One. Al jugar como taxista, el juego implica llevar a los clientes a sus destinos dentro de un límite de tiempo. El juego fue visto por los críticos como un sucesor espiritual de Crazy Taxi.

## Jugabilidad
Taxi Chaos se desarrolla en la ficticia New Yellow City, basada en la ciudad de Nueva York. El juego cuenta con dos taxistas, Vinny y Cleo, y varios taxis desbloqueables. El objetivo del jugador es recoger a los clientes y llevarlos a sus destinos lo más rápido posible. Los clientes califican el desempeño del jugador usando una escala de cinco estrellas. El vehículo del jugador puede llegar a los tejados y saltar de un edificio a otro usando rampas.
El juego tiene tres modos: Arcade, Pro y Freeroam. Arcade es el modo de juego estándar, en el que el jugador tiene un límite de tiempo para entregar tantos clientes como sea posible. Este modo incluye una flecha que proporciona orientación al jugador, apuntando hacia el destino de cada cliente. El modo Pro elimina la flecha, lo que requiere que el jugador esté familiarizado con el mapa del juego grande. Freeroam carece de un límite de tiempo y permite al jugador explorar la ciudad. También presenta a algunos clientes que solicitan que el jugador ubique sus elementos dispersos, lo que incita a la exploración.

## Desarrollo y lanzamiento
Taxi Chaos fue desarrollado por la empresa holandesa Team6 Game Studios. Fue lanzado el 23 de febrero de 2021 para PlayStation 4 (PS4), Nintendo Switch y Xbox One. La versión para Switch fue publicada por Orange One, mientras que las otras versiones fueron publicadas por Lion Castle. Sega había publicado previamente el juego similar "Crazy Taxi" en 1999. Team6 declaró inicialmente que Sega estaría involucrado en la distribución de "Taxi Chaos" a lo largo de Asia, aunque Sega luego lo negó.

## Recepción
| Taxi Chaos |                                                |
| --- | ---------------------------------------------- |
| Puntuaciones de reseñas Evaluador Calificación Metacritic 44/100 (PS4) [ 14 ] 52/100 (Switch) [ 15 ] 59/100 (Xbox One) [ 16 ] Puntuaciones de críticas Publicación Calificación Destructoid 5/10 (Xbox One) [ 5 ] Eurogamer 6/10 (Xbox One) [ 17 ] Hardcore Gamer 3.5/5 (Xbox One) [ 4 ] Hobby Consolas 60/100 (Switch) [ 18 ] Nintendo Life 6/10 (Switch) [ 1 ] Nintendo World Report 5.5/10 (Switch) [ 19 ] Push Square 4/10 (PS4) [ 20 ] Shacknews 3/10 (PS4) [ 2 ] NME [ 3 ] |                                                |
| Puntuaciones de reseñas |                                                |
| Evaluador | Calificación                                   |
| Metacritic | 44/100 (PS4) 52/100 (Switch) 59/100 (Xbox One) |
| |                                                |
| |                                                |
| Puntuaciones de críticas |                                                |
| Publicación | Calificación                                   |
| Destructoid | 5/10 (Xbox One)                                |
| Eurogamer | 6/10 (Xbox One)                                |
| Hardcore Gamer | 3.5/5 (Xbox One)                               |
| Hobby Consolas | 60/100 (Switch)                                |
| Nintendo Life | 6/10 (Switch)                                  |
| Nintendo World Report | 5.5/10 (Switch)                                |
| Push Square | 4/10 (PS4)                                     |
| Shacknews | 3/10 (PS4)                                     |
| NME | [ 3 ]                                          |

Según Metacritic, la versión para PS4 de Taxi Chaos recibió "críticas generalmente desfavorables",
Los críticos compararon el juego con "Crazy Taxi", viéndolo como un sucesor espiritual o un clon. Jeremy Peeples de Hardcore Gaming lo calificó como un esfuerzo "defectuoso" pero "admirable", mientras que CJ Andriessen de Destructoid escribió "como muchos 'sucesores espirituales', no está ni cerca de estar a la altura de su predecesor". Otros lo consideraron una estafa "descarada".
Los críticos encontraron que el diálogo de los clientes era repetitivo, y consideró la banda sonora decepcionante. Los críticos también se quejaron de fallas, como vehículos que se atascan o atraviesan objetos, aunque Peeples escribió que los fallos eran "tan tontos que casi funciona a favor del juego".
Algunos críticos encontraron que el paisaje del juego estaba vacío y sin vida, aunque Team6 planeaba abordar esto en un futuro parche que aumentaría el número de vehículos y peatones. Chris Jarrard de Shacknews escribió que la ciudad es "extrañamente silenciosa la mayor parte del tiempo, sin el ambiente que los jugadores pueden esperar de una ciudad inspirada en La Gran Manzana. Nadie te grita cuando chocas contra su coche. Caos es probablemente la última palabra que usaría para describir el proceso".
Andriessen lo llamó "un juego bastante divertido de jugar... durante unos cinco minutos. Eso es todo el tiempo que me tomó darme cuenta de que realmente no hay mucho juego aquí". Peeples elogió el entorno de mundo abierto y el modo Freeroam.
Zack Zwiezen de  Kotaku  elogió los gráficos, aunque otros críticos no quedaron satisfechos. Jarrard escribió: "Todo lo que no sea los taxis en sí es tan soso como puede ser. Algunos objetos son caricaturizados, brillantes y coloridos, mientras que otros muestran un tono más realista, lo que lleva a un desorden visual". Alan Wen de NME escribió que el juego "carece de pulido, tanto en su resolución como en su velocidad de cuadros, incluso en la versión de PS4".